# Lettische Badmintonmeisterschaft 2018
Die Lettische Badmintonmeisterschaft 2018 fand vom 3. bis zum 4. Februar 2018 in Sigulda statt.

## Medaillengewinner
| Disziplin    | Gold                            | Silber                                 | Bronze                                 |
| ------------ | ------------------------------- | -------------------------------------- | -------------------------------------- |
| Herreneinzel | Niks Podosinoviks               | Kārlis Vidass                          | Artūrs Akmens                          |
| Dameneinzel  | Una Berga                       | Jekaterina Romanova                    | Monika Radovska                        |
| Herrendoppel | Niks Podosinoviks Reinis Šefers | Guntis Lavrinovičs Kārlis Vidass       | Kristaps Jānis Gulbis Teodors Kerimovs |
| Damendoppel  | Ieva Pope Monika Radovska       | Liāna Lenceviča Jekaterina Romanova    | Kristīne Šefere Diāna Stognija         |
| Mixed        | Niks Podosinoviks Ieva Pope     | Guntis Lavrinovičs Jekaterina Romanova | Andis Bērziņš Una Berga                |